# Pływanie synchroniczne na Letnich Igrzyskach Olimpijskich 2012 – kwalifikacje

## Podsumowanie kwalifikacji
| Kraj              | Zespół | Duet | Zawodniczek |
| ----------------- | ------ | ---- | ----------- |
| Australia         | X      | X    | 9           |
| Austria           |        | X    | 2           |
| Brazylia          |        | X    | 2           |
| Chiny             | X      | X    | 9           |
| Czechy            |        | X    | 2           |
| Egipt             | X      | X    | 9           |
| Francja           |        | X    | 2           |
| Grecja            |        | X    | 2           |
| Holandia          |        | X    | 2           |
| Hiszpania         | X      | X    | 9           |
| Izrael            |        | X    | 2           |
| Japonia           | X      | X    | 9           |
| Kanada            | X      | X    | 9           |
| Korea Południowa  |        | X    | 2           |
| Korea Północna    |        | X    | 2           |
| Kazachstan        |        | X    | 2           |
| Meksyk            |        | X    | 2           |
| Rosja             | X      | X    | 9           |
| Stany Zjednoczone |        | X    | 2           |
| Szwajcaria        |        | X    | 2           |
| Ukraina           |        | X    | 2           |
| Węgry             |        | X    | 2           |
| Wielka Brytania   | X      | X    | 9           |
| Włochy            |        | X    | 2           |
| Razem: 24 kraje   | 8      | 24   |             |

## Zawody kwalifikacyjne
| Zawody                                 | Data                      | Miejsce     |
| -------------------------------------- | ------------------------- | ----------- |
| Mistrzostwa Świata w Pływaniu 2011     | 16 - 31 lipca 2011        | Szanghaj    |
| Igrzyska Panamerykańskie 2011          | 14 - 30 października 2011 | Guadalajara |
| Olimpijski Turniej Kwalifikacyjny 2012 | 18 - 22 kwietnia 2012     | Londyn      |

- Afryka, Azja i Oceania wyłania swoich reprezentantów na podstawie Mistrzostw Świata w Pływaniu 2011

## Zawody drużynowe
| Nazwa                                  | Miejsc | Zakwalifikowane             |
| -------------------------------------- | ------ | --------------------------- |
| Afryka                                 | 1      | Egipt                       |
| Ameryka                                | 1      | Kanada                      |
| Azja                                   | 1      | Chiny                       |
| Europa/Gospodarz                       | 1      | Wielka Brytania             |
| Oceania                                | 1      | Australia                   |
| Olimpijski Turniej Kwalifikacyjny 2012 | 3      | Rosja · Hiszpania · Japonia |
| Razem                                  | 8      |                             |

## Duety
| Nazwa                                                      | Miejsc | Zakwalifikowane |
| ---------------------------------------------------------- | ------ | --- |
| Afryka                                                     | 1      | Egipt |
| Ameryka                                                    | 1      | Kanada |
| Azja                                                       | 1      | Chiny |
| Europa/Gospodarz                                           | 1      | Wielka Brytania |
| Oceania                                                    | 1      | Australia |
| Olimpijski Turniej Kwalifikacyjny 2012 Najlepsze 3 drużyny | 3      | Rosja · Hiszpania · Japonia |
| Olimpijski Turniej Kwalifikacyjny 2012                     | 16     | Austria · Brazylia · Czechy · Francja · Grecja · Holandia · Izrael · Kazachstan · Korea Południowa · Korea Północna · Meksyk · Stany Zjednoczone · Szwajcaria · Ukraina · Węgry · Włochy |
| Razem                                                      | 24     | |